# Universidade Federal do Recôncavo da Bahia
Szövetségi Egyetem Recôncavo da Bahia (Universidade Federal do Recôncavo Bahia, UFRB) Bahiában (Brazília) található egyetem. Cruz das Almas legnagyobb egyeteme.
A hallgatók tandíj fizetés nélkül tanulhatnak itt, mivel állami egyetem. Emiatt azonban jól kell teljesíteniük egy vizsgán, melyet évente egyszer tartanak. Akinek sikerül, ingyen tanulhat az egyetemen. Az UFBA-t 2006-án alapították.